# Libanonkrise 1958

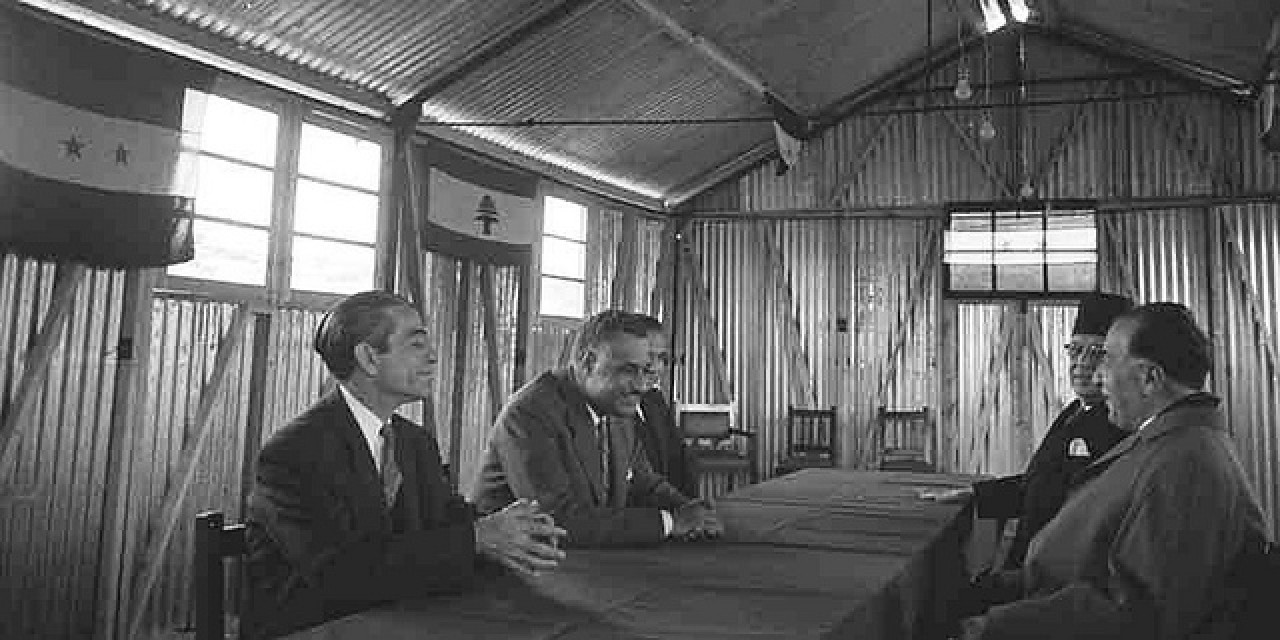
VAR-Präsident Nasser (Mitte), VAR-Vizepräsident Akram al-Haurani (links) und Libanons Präsident Schihab (rechts) lösten die Krise schließlich am Verhandlungstisch

Die Libanonkrise 1958 war eine politische Krise im Libanon, die durch politische und religiöse Konflikte verursacht wurde.
Staatspräsident Chamoun wurden Wahlmanipulationen vorgeworfen. Er bat die USA um Hilfe. Die 6. US-Flotte wurde in Marsch gesetzt. US-Truppen landeten in Beirut, um Chamoun zu stützen. Die Libanesen wählten jedoch Chamouns Regime ab, sein Nachfolger wurde General Fuad Schihab. Schihab lehnte die militärische Intervention der USA ab. Damit waren die USA gezwungen, das Land wieder zu räumen.

## Vorgeschichte
Charakteristisch für den Libanon ist seine Vielfalt ethnischer und religiöser Gemeinschaften, und die damit verbundenen Spannungen. 1943 wurde ein „Nationalpakt“ zwischen den Religionsgemeinschaften abgeschlossen, der den Konfessionalismus zum politischen System machte. Alle Religionsgemeinschaften erhielten nach einem festen Proporzschlüssel Anspruch auf Beteiligung an Staatsämtern und Behörden. Grundlage des Proporzes war eine Volkszählung aus dem Jahre 1932, aus der die Maroniten als Majorität, Sunniten, Schiiten und Drusen als Minderheit hervorgegangen waren. Entsprechend sollte der Präsident der Republik immer ein Maronit, der Premierminister ein Sunnit und der Sprecher des Parlaments ein Schiit sein. Im Rahmen ihrer konfessionellen Zugehörigkeit bauten die Religionsgemeinschaften auch politische Parteien auf.
Nach dem Ersten Arabisch-Israelischen Krieg musste der Libanon zahlreiche muslimische Palästinaflüchtlinge aufnehmen. Die muslimische Bevölkerung (Sunniten, Schiiten) und die der Drusen nahm stärker zu als die christliche. Der Libanon entwickelte seine Wirtschaft und wurde zum ausgedehnten Stadtstaat, Beirut zur Großstadt. Während es bei Maroniten und Sunniten sowohl soziale Aufsteiger als auch weiterhin arme Bevölkerungsschichten gab, bildeten vor allem die in die Stadt gezogenen schiitischen Landarbeiter aus dem Süden eine arme Unterschicht, die zudem nicht ausreichend politisch repräsentiert war. Mit diesen demographischen und sozialen Veränderungen geriet auch die politische-konfessionelle Grundlage des Libanon aus dem Gleichgewicht.
Syrien und Ägypten proklamierten 1958 die Vereinigte Arabische Republik. Nach dem Sturz des prowestlichen Regierungschefs Faisal II. im Irak galt auch der Irak unter seiner neuen Regierung als weiterer Kandidat, womit sich eine arabische Blockbildung anbahnte. Ein arabischer Block stellte das Unterwerfungsverhältnis der arabischen Welt unter westliche Interessen in Frage. Aus amerikanischer Sicht bestand die Gefahr, dass er sich zudem der Sowjetunion annähern könnte.

## Krise von 1958
1958 brach das Machtgleichgewicht der konfessionellen Bevölkerungsteile im Libanon zusammen. Die Opposition warf dem christlichen Staatspräsidenten Camille Chamoun Wahlmanipulationen vor. Er zerstöre den Nationalpakt, in dem ein Proporz der Konfessionen festgelegt worden war. Es entwickelte sich ein Bürgerkrieg, der mehrere Monate dauerte. Chamoun bat die Vereinigten Staaten um Hilfe und nahm die Eisenhower-Doktrin offiziell an.
Bereits im Jahre 1956 waren Spannungen zwischen dem Libanon und Ägypten entstanden, als der pro-westliche Präsident Chamoun nicht die diplomatischen Beziehungen mit den westlichen Staaten abgebrochen hatte, die während der Sueskrise Ägypten angegriffen hatten, und damit sowohl den ägyptischen Präsidenten Gamal Abdel Nasser als auch die arabischen Nationalisten Libanons gegen sich hatte. Der sunnitische libanesische Ministerpräsident Rashid Karami unterstützte Nasser sowohl 1956 als auch 1958.
Zusammen mit seinen beiden Amtsvorgängern und Verbündeten Saeb Salam und Abdullah Aref al-Yafi führte Karami den „Nationalkongress“, der sich 1957 mit muslimischen Würdenträgern, drusischen Sozialisten, libanesischen Kommunisten, maronitischen Chamoun-Gegnern (Frandschie-Clan), dem maronitischen Patriarchen und dem schiitischen Parlamentspräsidenten zur „Front der Nationalen Vereinigung“ gegen Chamoun zusammenschloss. Während die Armee neutral blieb, brachte die Front drei Viertel des Landes unter ihre Kontrolle. Unter der libanesischen Bevölkerung forderten die insgesamt 159 Tage dauernden schweren Kämpfe zwischen den Anhängern Chamouns und den Anhängern der arabischen Nationalisten etwa 4.000 Todesopfer. Andere Quellen sprechen von 2.500 Todesopfern.

### Militärintervention der USA

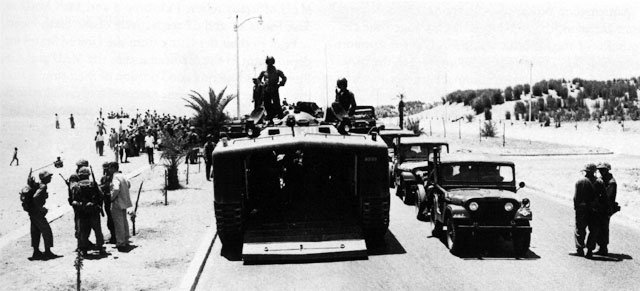
US-Marines in Beirut

Präsident Dwight D. Eisenhower reagierte am 15. Juli 1958 durch die Autorisierung der Operation Blue Bat. Das Ziel der Operation war die Festigung der pro-westlichen libanesischen Regierung gegen die innere Opposition und Drohungen seitens Syriens und der Vereinigten Arabischen Republik. Der Plan sah vor, zunächst den südlich der Stadt gelegenen Flughafen sowie den Hafen zu sichern und Beirut schließlich zu besetzen. Die Operation umfasste ungefähr 14.000 Mann, davon 8.509 Soldaten der US Army. Darunter waren auch eine verstärkte Kampfgruppe der in Westdeutschland stationierten 24. US-Infanteriedivision und 5.670 Soldaten des US Marine Corps. Während der Intervention wurde ein US-Soldat durch einen Heckenschützen getötet und drei andere starben bei Unfällen. Die US-Truppen griffen nicht in die Bürgerkriegskämpfe ein, sondern vermittelten nach der Besetzung strategisch wichtiger Positionen hinter den Kulissen eine Friedenslösung zwischen den Parteien.
Präsident Eisenhower schickte den Diplomaten Robert D. Murphy als seinen persönlichen Beauftragten in den Libanon. Nachdem die Krise 1958 geendet hatte, bildete Rashid Karami ein nationales Aussöhnungskabinett. Präsident Chamoun wurde vom bisherigen Oberbefehlshaber der libanesischen Armee, General Fuad Schihab, abgelöst, dessen Armee im Konflikt neutral geblieben war, und auf den sich deshalb alle Parlamentsfraktionen einigen konnten. Schihab war als (maronitischer) Nachkomme der (drusisch-muslimischen) osmanischen Emire des Libanon bei Libanesen aller Religionen und Konfessionen angesehen. Er erklärte nach seiner Wahl zum Staatspräsidenten: „Die Revolution hat keine Gewinner und keine Verlierer.“ Auch Eisenhower akzeptierte Schihab, der an seiner Seite bereits während des Zweiten Weltkriegs in Nordafrika und Sizilien gekämpft hatte. Fuad Schihab gelang es, bis 1964 mit seiner Politik des Schihabismus nach dem Vorbild Charles de Gaulles eine in der libanesischen Geschichte nie wieder erreichte Periode des Friedens und Wohlstandes zu ermöglichen.

### Bücher
- Mohammed Shafi Agwani: The Lebanese Crisis, 1958: A Documentary Study, 1965.
- Erika G. Alin: The United States and the 1958 Lebanon Crisis, American Intervention in the Middle East, 1994.
- Ulrich H. Brunnhuber: Die Libanonkrise 1958. U.S. Intervention im Zeichen der Eisenhower Doktrin?, Hamburg 1997. (deutsch)
- Pierrick el Gammal: Politique intérieure et politique extérieure au Liban de 1958 à 1961 de Camille Chamoun à Fouad Chehab, Sorbonne University (Paris), 1991.
- Irene L. Gendzier: Notes from the Minefield: United States Intervention in Lebanon and the Middle East 1945–1958, 1997.
- Albert Hourani: Die Geschichte der arabischen Völker, Frankfurt 1992, S. 515–519.
- Agnes G. Korbani: U.S. Intervention in Lebanon, 1958 - 1982: presidential decisionmaking, 1991.
- Nawaf A. Salam: L’insurrection de 1958 au Liban, Sorbonne University (Paris), 1979.
- Jack Schulimson: Marines in Lebanon 1958, Historical Branch, G-3 Division, Headquarters, U. S. Marine Corps, Washington, Department of the Navy, United States Marines Corps, 1966.
- Edouard de Tinguy: Les Etats-Unis et le Liban (1957 - 1961). Institute of Political Studies (Paris), 2005.
- Salim Yaqub: Containing Arab Nationalism, The Eisenhower Doctrine and the Middle East, 2003.
- U.S. Army Center for Military History, The Lebanon Operation

### Artikel
- Fawaz A. Gerges: The Lebanese Crisis of 1958: The Risks of Inflated Self-Importance. In: Beirut Review, 1993, S. 83–113.
- David W. Lesch: Prelude to the 1958 American Intervention in Lebanon. In: Mediterranean Quarterly, vol. 7, n°3, 1996, S. 87–108.
- Ritchie Ovendale: Great Britain and the Anglo-American Invasion of Jordan and Lebanon in 1958. In: The International History Review, vol. XVI, n°2, 1994, S. 284–304.